# Ajshtir
Ajshtir (del ruso: Ахшты́рь) es un seló del distrito de Ádler de la unidad municipal de la ciudad-balneario de Sochi, en el krai de Krasnodar de Rusia, en el sur del país (Cáucaso occidental). Está situado en la orilla izquierda del río Mzimta, junto al punto donde afluye el arroyo Dzijra, 24 km al este de Sochi y 188 km al sureste de Krasnodar. Tenía 168 habitantes en 2010.
Pertenece al municipio Nizhneshílovskoye. La calle Kropotkin es la principal del seló.

## Historia
Previamente al dominio del Imperio ruso, el lugar era conocido como paso de Ajshtirj. La población rusa fue fundada en 1869 por veinte familias de colonos procedentes de la gobernación de Podolia. De aquellos primeros años del seló quedan las ruinas de una iglesia ortodoxa. 
En el período soviético, en la localidad había una granja de aves de corral, se cultivaba tabaco, cáñamo, se practicaba la ganadería y había un aserradero. Se organinazaba mediante un selsoviet, un club cultural y una tienda. En 1950 sobre la base del territorio de Ajshtir y Dzijra (inmediatamente al norte), se creó el koljós Kírov.
Con ocasión de los Juegos Olímpicos de invierno de Sochi 2014, alrededor de Ajshtir se realizaron numerosas obras, como la construcción de la carretera A148 de Ádler a Krásnaya Poliana, que produjeron numerosos inconvenientes como la contaminación de los acuíferos que proporcionan agua potable a la localidad.

## Demografía
| 2008 | 2010 |
| ---- | ---- |
| 155  | 168  |

En época soviética en la localidad había unos 200 hogares, en 2008, alrededor de 60 (155 hab.).

## Lugares de interés
Como monumento cabe destacar la iglesia de San Miguel. En los alrededores se sitúan el cañón de Ajshtir y la cueva de Ajshtir.

## Transporte
Al oeste de la localidad pasa la A148 Ádler - Krásnaya Poliana. Una pasarela peatonal cruza el río Mzimta uniendo la localidad con Kazachi Brod.